# 乐清湾铁路
乐清湾铁路是位於中华人民共和国浙江省境內的货运专线，技术标准为国铁Ⅱ级、单线、内燃预留电气化铁路。鐵路东起乐清湾，向西经乐清市、永嘉县至鹿城区与金温货线外垟站接轨，总长76.7公里，共设外垟、黄田、白石东、绅坊西、乐清湾5个货运车站，和马岙、包山、东馆3个预留车站。线路由浙江金温铁道开发有限公司运营，是浙江省首条完全由地方自主建设的项目。它加大了乐清港向内地输送货物的能力，并接轨金温货线一体化运营。

## 建设历程
2013年4月3日，浙江省发展和改革委员会批准建设乐清湾铁路。随即乐清湾铁路项目被列入温州市国民经济和社会发展计划中“两海两改”战略举措中。2014年，乐清湾铁路项目被列入2014年浙江省重点建设项目名单。
2014年7月2日，乐清湾铁路正式动工。
2017年8月17日，首座特长隧道红岩隧道贯通，全长6649米。此外乐清湾铁路的五重山隧道与既有的甬台温铁路五重山隧道伴行。
2019年1月27日，乐清湾铁路跨瓯江特大桥合龙。2019年8月28日，56001次专列从绅坊西站出发，途径乐成隧道、白石车站，顺利到达黄田站，乐清湾铁路绅坊西至黄田率先通车。
2020年6月28日，乐清湾铁路通过验收。8月13日，乐清湾铁路开通运营。